# 4509 Горбатски
4509 Горбатски (енгл. 4509 Gorbatskij) је астероид главног астероидног појаса чија средња удаљеност од Сунца износи 2,762 астрономских јединица (АЈ).
Апсолутна магнитуда астероида је 12,3.